# Oriolus hosii
La oropéndola negra (Oriolus hosii) es una especie de ave paseriforme de la familia Oriolidae endémica del norte de Borneo. Su nombre binomial hace referencia a Charles Hose quien recolectó el primer espécimen en el monte Dulit.

## Distribución y hábitat
Es endémica de la isla de Borneo. Es una de las oropéndolas menos conocidas, solo habita la zona de Sarawak en Borneo. Along with O. cruentus, O. trailli and O. mellianus it belongs to a clade of red and black orioles.
Su hábitat natural son los bosques montanos húmedos tropicales de montaña. Se encuentra amenazada por la pérdida de hábitat.